# Wojciech Kamysz
Wojciech Kamysz (ur. w 1975 w Zblewie) – polski chemik, profesor nauk farmaceutycznych specjalizujący się w chemii leków, zwłaszcza w syntezie leków peptydowych. Kierownik Katedry i Zakładu Chemii Nieorganicznej, w latach 2020-2024 dziekan Wydziału Farmaceutycznego Gdańskiego Uniwersytetu Medycznego. 

## Biogram
W roku 1998 ukończył studia chemiczne na Wydziale Chemii Uniwersytetu Gdańskiego. W roku 2003 na tym samym wydziale obronił pracę doktorską pt. „Synteza peptydów o właściwościach przeciwdrobnoustrojowych”, przygotowaną pod kierunkiem prof. Zbigniewa Maćkiewicza. W roku 2008 na podstawie rozprawy „Projektowanie, synteza i badania peptydów przeciwdrobnoustrojowych” na Wydziale Farmaceutycznym Gdańskiego Uniwersytetu Medycznego otrzymał stopień doktora habilitowanego nauk farmaceutycznych. W roku 2017 uzyskał tytuł profesora nauk farmaceutycznych. Zatrudniony na tym wydziale na stanowisku profesora i jest kierownikiem Katedry i Zakładu Chemii Nieorganicznej.
Jego zainteresowania naukowe koncentrują się na projektowaniu i otrzymywaniu substancji aktywnych biologicznie, głównie związków o działaniu przeciwdrobnoustrojowym, opracowywaniu nowych procedur syntezy i rozdziału związków chemicznych oraz badaniach konformacyjnych peptydów. Specjalizuje się też w zakresie projektowania syntez peptydów w skali laboratoryjnej, jak i półprzemysłowej.
Autor ponad 250 publikacji naukowych oraz ponad 150 doniesień konferencyjnych. Jego wskaźnik Hirscha w bazie Scopus wynosi 41. Autor ponad 20 zgłoszeń patentowych.
Jest właścicielem i założycielem firmy Lipopharm, autorem oprogramowania chromatograficznego Lp-chrom oraz redaktorem naczelnym czasopisma „Laborant”. Zajmuje się również produkcją sprzętu laboratoryjnego pod marką Kamush.

## Nagrody i wyróżnienia[13]
- Stypendium Fundacji na rzecz Nauki Polskiej (2004, 2005)
- Nagroda Fundacji Polpharma (2005)
- Stypendium Polityki (2005)
- Nagroda Rektora AMG I stopnia (2004)
- Nagroda Rektora AMG II stopnia (2005)
- Nagroda Gdańskiego Towarzystwa Naukowego (2006)
- Nagroda Zespołowa Rektora AMG I stopnia (2007, 2008)
- Stypendium Ministerstwa Nauki i Szkolnictwa Wyższego dla wybitnych młodych naukowców (2010)
- Nagroda Zespołowa Rektora GUMed I stopnia (2010, 2012, 2015)
- Nagroda Rektora GUMed za osiągnięcia organizacyjne (2010)
- Nagroda Zespołowa Rektora GUMed II stopnia (2013)
- Nagroda Zespołowa Rektora WUM III stopnia (2014)
- Nagroda Zespołowa Rektora UM w Łodzi III stopnia (2014)
- Brązowy Krzyż Zasługi (2015)[14]

## Członkostwo w Towarzystwach Naukowych
- Gdańskie Towarzystwo Naukowe (GTN) – od 2001
- Polskie Towarzystwo Farmaceutyczne (PTFarm) – od 2003
- Polskie Towarzystwo Chemiczne – od 2006, w latach 2016 - 2018 wiceprzewodniczący[15], a w latach 2019-2024 Przewodniczący Oddziału Gdańskiego[16]